# توماس أ. دويل
توماس أ. دويل هو سياسي أمريكي، ولد في 17 مارس 1827 في بروفيدنس في الولايات المتحدة، وتوفي بنفس المكان في 9 يونيو 1886. نشط حزبياً في الحزب الجمهوري.